# Chthonius apollinis
Espèce
Chthonius apollinis est une espèce de pseudoscorpions de la famille des Chthoniidae.

## Distribution
Cette espèce est endémique de Béotie en Grèce-Centrale. Elle se rencontre dans l'antre corycien à Arachova.

## Étymologie
Son nom d'espèce lui a été donné en référence au lieu de sa découverte, les pentes du mont Parnasse consacré dans l'antiquité à Apollon.

## Publication originale
- Mahnert, 1978 : Weitere Pseudoskorpione (Arachnida Pseudoscorpiones) aus griechischen Höhlen. Annales Musei Goulandris, vol. 4, p. 273-298.